# Деметриева война
Деметриева война — военный конфликт в эллинистической Греции между Македонией, с одной стороны, и объединившимися Ахейским и Этолийским союзами при поддержке Египта.

## Ход войны

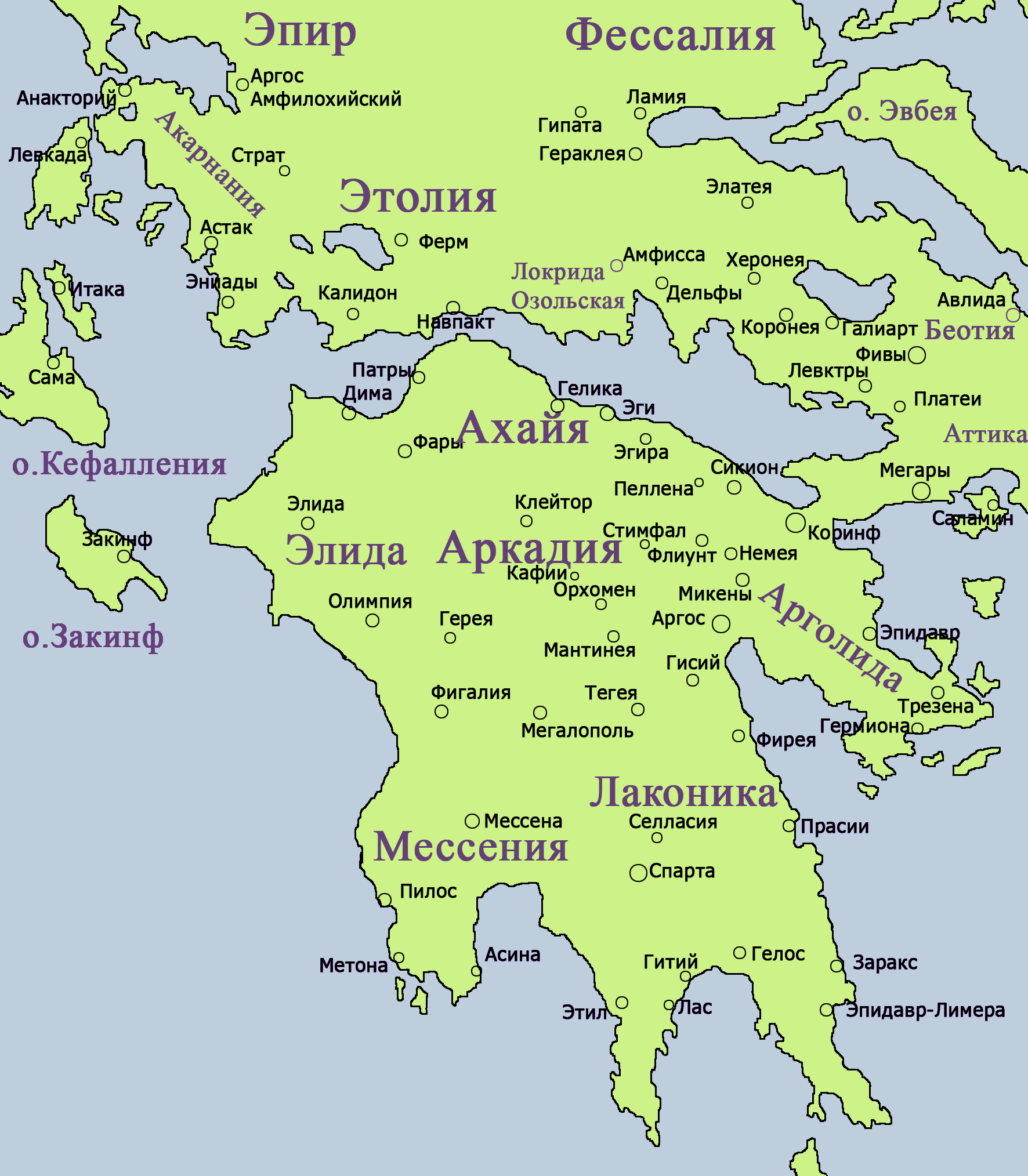
Материковая Греция в древности

В 239 году до н. э., после смерти македонского царя Антигона II, на престол взошёл его сын Деметрий. Арат, стратег Ахейского союза, решил начать новую войну с Македонией, в то время как Деметрий был вынужден обратить внимание на племя дарданцев, угрожающее границам его царства. С этой целью Арат заключил союз с Этолийским союзом, и, таким образом, против Македонии объединились две мощные симмахии, пользовавшиеся также поддержкой Египта.
Этолийцы и ахейцы выступили в Фессалию, надеясь отторгнуть Фессалию от Македонии. Македонии грозила большая опасность утратить своё влияние. В Фессалию была отправлена армия под командованием царского стратега Бития, которому удалось разгромить союзников во главе с Аратом при Филакии. В результате этой битвы союзники были вынуждены покинуть Фессалию.
В 236 году до н. э. Деметрий во главе армии вторгся в Беотию, бывшую после поражения при Херонее в 245 году до н. э. вынужденной союзницей Этолии, и склонил беотийцев на сторону Македонии. Фокейцы и локрийцы, вероятно, тоже присоединились к нему. Однако на Пелопоннесе ахейцы достигли крупных успехов, добившись присоединения к своему союзу Мегалополя и Орхомена. Правда, Арату не удалось покорить Аргос, где после гибели в сражении с ахейцами тирана Аристиппа свою власть утвердил его брат Аристомах.
В 231 году до н. э. за помощью к Деметрию обратились жители акарнанского города Медиона, который был осаждён этолийскими войсками. Македонский царь, не имея в это время возможности оказать непосредственную военную поддержку, подкупил царя иллирийцев-ардиеев Агрона. Агрон направил к Медиону десант, разгромивший этолийцев. Участие в судьбе Медиона стало последней известной внешнеполитической акцией Деметрия.
Со второй половины 230-х годов до н. э. основное внимание Деметрия было приковано к северо-западной границе Македонии, где участились нападения дарданцев. И. Г. Дройзен считает, что царь погиб во время борьбы с ними. Однако источники на это не указывают.
Первые шаги Антигона III были направлены на восстановление границ Македонии. Он одержал победу над этолийцами, подчинил бо́льшую часть Фессалии, некоторыми уступками добился того, чтобы этолийцы отказались от союза с ахейцами. Чтобы нанести удар по Ахейскому союзу, Антигон атаковал его союзника и извечного врага Македонии — Египет, высадив десант в стратегически важной области Малой Азии — Карии. Ему удалось захватить Карию, которую Македония удерживала до второй войны с римлянами. На этом война завершилась. Этолийцы охладели к союзу с ахейцами, а ахейцы были обеспокоены усилением Спарты, с которой у них началась война.

## Последствия

Греция и Македония в 200 году до н. э.

Укрепившись в Малой Азии, Антигон III Досон начал подготовку к войне с Ахейским союзом. В это время на Пелопоннесе между Ахейским союзом и Спартой в 229 году до н. э. началась война, названная Клеоменовой. В течение трёх лет спартанский царь Клеомен III одержал ряд побед, практически захватив весь Пелопоннесс и поставив Ахейский союз на грань уничтожения.
К 224 году до н. э. после очередного поражения в битве при Гекатомбее положение Ахейского союза стало отчаянным, и его стратег Арат Сикионский, получив отказ в помощи от этолийцев и афинян, обратился к Македонии. Вмешательство Македонии спасло ахейцев от поражения, и Антигон создал Эллинский союз, сделав Ахейский союз зависимым от Македонии.